# Turnaround management
Il Turnaround management (ovvero gestione del riposizionamento) è un processo dedicato al rinnovamento delle società commerciali in crisi, attraverso l'utilizzo di strumenti analitici e di Pianificazione strategica, al fine di ricondurle alla solvenza. Come disciplina economica, il turnaround management nasce e si sviluppa negli Stati Uniti durante la recessione del 1982 e la conseguente crisi del modello industriale del Nordest e del Midwest prodotto dall'affermarsi della "Sun Belt".
Il turnaround management è un'attività multidisciplinare che, muovendo dall'analisi delle cause della crisi con strumenti quali l'Activity Based Costing e l'analisi SWOT, utilizza strumenti mutuati dall'economia (quali la finanza d'impresa, il Business process management ed il business planning), dal diritto (procedura concorsuale, diritto tributario, diritto del lavoro) e dalla psicologia (come il Change management, il mentoring ed il coaching) per creare un piano di ristrutturazione a breve, medio e lungo termine coinvolgendo clienti, fornitori e stakeholders. Gli output tipici del processo di riposizionamento sono il rilancio dell'impresa, l'intervento di un join-venturer, la vendita, la locazione senza escludere il fallimento dell'azienda.

## Turnaround manager
I turnaround manager (detti anche turnaround practitioner nell'esperienza Britannica) sono dei professionisti ma molto più spesso delle società specializzate nel riposizionamento. L'attività del turnaround manager  si concretizza, nella maggior parte dei casi, in un temporary management di 3 ovvero 24 mesi a seconda delle dimensioni aziendali e la complessità dell'incarico. Nel corso del tempo, la professione ha subito un progressivo scostamento dall'ambito esclusivamente manageriale diventando sempre più contigua a quella del "facilitatore" che ha accesso ad un'ampia gamma di servizi professionali in esternalizzazione e si occupa direttamente di mediazione e comunicazione.
Le competenze del turnaround manager sono quelle tipiche di un buon manager (esercizio della leadership, propensione all'ascolto, capacità di motivare, vocazione al problem solving, indipendenza di giudizio, etc.) cui si affianca una professionalità legata all'esperienza di gestione, al diritto od ancora all'economia. Le competenze dei turnaround manager non si limitano al salvataggio di aziende in crisi ma spesso si concretizzano in attività consulenziali per situazioni in cui il modello d'impresa necessita una rivisitazione o più in generale si sente la necessità di gestire il cambiamento (rapida contrazione od espansione del mercato, avvicendamenti generazionali nel management, crescita o contrazione della domanda, shock finanziari, delocalizzazione, salti tecnologici, project management, etc.).
Un esempio di turnaround manager Italiano è rappresentato da Enrico Bondi la cui reputazione è legata soprattutto all'attività svolta nel caso del crac Parmalat e più di recente in favore della revisione della spesa pubblica.

## Fasi del riposizionamento
Le azioni necessarie al riposizionamento delle organizzazioni sono riconducibili ad una precisa sequenza logica che si compone di 5 fasi:
1. La fase di valutazione, durante la quale vengono determinati i fattori che hanno determinato il declino ("onset of decline") quali mala gestio, perdita di fette di mercato, introduzione di prodotti e processi innovativi da parte dei competitors, shock finanziari, ecc. Se i fattori che hanno determinato il disallineamento sono temporanei, alla fase di valutazione segue l'erogazione di azioni correttive e la conclusione del processo di riposizionamento.
2. La fase di recupero ("recovery") comporta l'erogazione di misure urgenti e straordinarie, determinate con una pianificazione di breve periodo, finalizzate alla soddisfazione del fabbisogno, il recupero dell'operatività minima e la prioritaria protezione degli asset dell'organizzazione.
3. La fase di ristrutturazione muove dall'analisi dei risultati conseguiti con la fase di recupero ("reposition situation") ovvero la verifica degli indicatori economici prestabiliti nella pianificazione di breve periodo (indicatori chiave di prestazione e key risk indicators). Durante la fase di ristrutturazione vengono prese le decisioni chiave sul futuro dell'organizzazione quali la cessione, il ricorso alla procedura concorsuale ovvero la prosecuzione delle attività. In caso di esito positivo dell'attività di audit sul recupero della capacità operativa, la ristrutturazione procede con una nuova pianificazione aziendale tanto strategica quanto operativa ("search for new strategies").
4. La fase di stabilizzazione ("stabilization") comporta il superamento della crisi e la piena esecuzione di quanto pianificato attraverso il costante audit e monitoraggio del normale controllo di gestione. Conseguito il risultato di stabilizzazione del cambiamento di solito si abbandona il ricorso al temporary management (qualora sia stato attivato) rimettendo i poteri ad un nuovo organo amministrativo.
5. La fase di rivitalizzazione ("revitalization") comporta l'avvio di un nuovo ciclo espansivo dell'organizzazione all'interno di una pianificazione di lungo periodo affidata al nuovo management, assistito dall'attività consulenziale del turnaround manager.

## Tecniche di riposizionamento
Molte tecniche possono essere necessarie al riposizionamento di un'Organizzazione. Sovente l'intervento di turnaround comporta l'applicazione di un mix di tecniche in base alla fase della crisi, alle caratteristiche dell'Organizzazione ed alle cause della sofferenza. Le più diffuse tecniche che pervadono il processo di turnaround sono conosciute come:
Il ridimensionamento (retrenchment) attraverso una strategia di ampio respiro composta da azioni di breve termine dedicate alla riduzione delle perdite finanziarie, la stabilizzazione del declino e la lotta ai problemi che hanno determinato le scarse performance dell'Organizzazione. Il contenuto essenziale della strategia di ridimensionamento è la riduzione degli scopi e delle dimensioni dell'organizzazione che può essere ottenuto attraverso la vendita degli asset non strategici, l'abbandono di mercati eccessivamente competitivi, la dismissione di linee produttive a bassa redditività, il ricorso massiccio alla produzione snella ed all'esternalizzazione. In buona sostanza il ridimensionamento non è altro che un'operazione di recupero dell'efficienza e di ri-focalizzazione sul "core business".
A scapito di quanti possano credere il contrario, se vengono vinte le resistenze iniziali ai "tagli", i risultati operativi derivanti dal ridimensionamento spesso comportano un migliore posizionamento dell'organizzazione nel mercato.
Il riposizionamento (repositioning), conosciuto anche come strategia imprenditoriale, è focalizzato sulla creazione di valore attraverso l'innovazione nei prodotti e/o nei processi aziendali, la variazione del marketing mix, l'esplorazione di nuovi mercati, un'attenta strategia di corporate communication fino alla variazione della mission al fine di recuperare l'immagine dell'Organizzazione.
La più brillante operazione di riposizionamento degli ultimi anni è sicuramente stata quella successiva all'acquisizione di Audi da parte del Gruppo Volkswagen.
La sostituzione (replacement) è una strategia che comporta la sostituzione del top management fino ad includere il ricambio dell'amministratore delegato (CEO). Molto popolare nei paesi anglosassoni, la sostituzione in strutture a conduzione padronale (molto diffuso nel sistema Italiano) può rappresentare un'opzione pericolosa. Spesso la sostituzione in certe realtà comporta una decisa resistenza, accompagnata dall'obbligo di selezionare il nuovo management nell'ambito familiare, con conseguenze spesso imprevedibili senza un'attenta attività suppletiva di coaching e di mentoring dedicata. Tuttavia in letteratura si apprezza il vantaggio di sfruttare la novità rappresentata dal nuovo management nella gestione degli stakeholder, la naturale propensione al cambiamento e l'apporto di background ed esperienza mutuate da esperienze diverse.
In ogni caso vale la pena di sottolineare che il nuovo CEO può causare problemi nella fidelizzazione del personale e nei rapporti interni all'Organizzazione che possono vanificare il processo di turnaround.
In conclusione, la sostituzione è subordinata alla reputazione del CEO da sostituire: in caso di CEO "chiacchierati" od incapaci di una visione imparziale (nella valutazione delle cause della crisi e delle performance del personale) molto spesso la sostituzione è un atto dovuto alla buona riuscita del turnaround.
Con il rinnovamento (renewal), l'Organizzazione pone in essere un percorso di azioni a lungo termine sulla base di percorsi di miglioramento progressivo tipici dei sistemi di gestione della Qualità ed in particolare dell'accezione Giapponese comunemente nota come Kaizen. Il primo passo di un processo di rinnovamento è l'analisi delle strutture esistenti e dei processi in essere misurandone la flessibilità e l'efficacia nell'adattamento alle nuove condizioni dell'ambiente competitivo. Gli output tipici di un percorso di rinnovamento sono la rivisitazione del budget aziendale, la chiusura progressiva di divisioni improduttive, lo sviluppo di nuovi prodotti, la variazione dell'area strategica d'affari con aperture a nuovi mercati o nuovi settori di business.
Molto spesso il rinnovamento è applicato durante la fase di rivitalizzazione delle Organizzazioni che hanno superato la fase acuta di crisi.

## Criticità e sfide legate al turnaround
Il turnaround è un processo complesso che la polverizzazione delle normali strutture di risposta (assetti consolidati, comportamenti cristallizzati, prospettive ritenute certe) dell'Organizzazione rende estremamente difficile. Le criticità legate al processo di turnaround sono tutte riconducibili all'incertezza. Il contenimento dell'incertezza sugli scenari che si aprono per l'Organizzazione può essere limitato attraverso:
- La determinazione degli spazi temporali, delle risorse e degli obiettivi affidati al Turnaround manager soprattutto se l'intervento è affidato in regime di Temporary management;
- Il potenziamento della normale attività di reporting e di controllo di gestione;
- La comunicazione della crisi ed il coinvolgimento degli stakeholders (personale dell'Organizzazione, sindacati, fornitori, Istituzioni, etc.) che altrimenti potrebbero porre in essere comportamenti pregiudizievoli alla realizzazione del piano d'intervento;
- Un'attenta attività di gestione del rischio, supportata da un massiccio ricorso al data mining, che preveda il maggior numero di scenari possibili sviluppando soluzioni.

Le attività più sfidanti del turnaround management sono:
- La progettazione intesa come scelta del benchmark e di quale tipo di ristrutturazione sia il più appropriato (reingegnerizzazione dei processi aziendali) per risolvere i problemi dell'organizzazione.
- L'esecuzione del progetto, ovvero la massima protezione dei beni e la creazione del maggior valore conseguibile dalla progettazione;
- Il marketing, ossia di come dev'essere veicolata la ristrutturazione ai mercati, agli investitori ed ai finanziatori, piuttosto di come dev'essere lanciato e distribuito il nuovo prodotto od aggredito il nuovo mercato potenziale.